# Новгородський кодекс

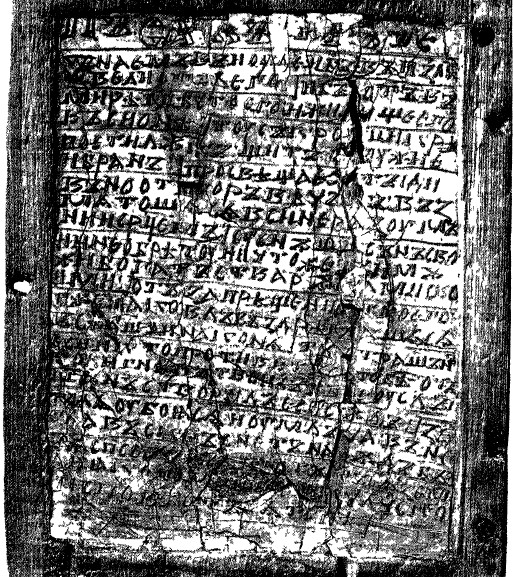
Сторінка 1 основного тексту Новгородського кодексу. Початок псалма 75

Новгоро́дський ко́декс (також «Новгородський псалтир», за найрозбірливішим текстом) — книга Русі, яка була знайдена у 2000 році.
Складається із липових дощечок із чотирма вощаними сторінками. Пам'ятка є палімпсестом, найгорішнім, а отже й найрозбірливішим шаром якого є власне Псалтир. За стратиграфічними, радіовуглецевими і палеографічними даними, вощаним кодексом послуговувалися у першій чверті XI століття і, можливо, починаючи з останніх років X століття. Таким чином, росіяни оголосили, що ніби-то на кілька десятеліть старший[джерело?] од Остромирова Євангелія, яке досі беззаперечно вважається найдавнішою книгою Русі, із точно встановленою датою написання — 1056–1057 роки.
Ранішими слов'янськими документами є лиш деякі давньоболгарські і хорватські написи Х століття, які, однак, не можна віднести до категорії «книг».

## Історія відкриття
З 1973 року розкопки Новгородської археологічної експедиції під керівництвом академіка В. Л. Яніна були зосереджені на так званому «Троїцькому» розкопі (за розташованою поруч середньовічною церквою). Там, 13 липня 2000 року, у пластах першої чверті XI століття знайдено три дерев'яні дощечки розміром 19 х 15 х 1 см. Кожна дощечка має прямокутне заглиблення (15 х 11,5 см) залите воском. На краях кожної дощечки пророблено отвори, в які встромлені дерев'яні зкріплювальні штирі.
Всього дерев'яна книга складається із чотирьох вощаних сторінок. Середня дощечка має вощані сторінки з обидвох боків, а зовнішні боки першої та останньої дощечок слугують обкладинкою.
Вощані дощечки збереглися завдяки болотистим умовам тієї місцини, де вона пролежала приблизно тисячу років.
Кодекс датовано за розташуванням на відстані півметра від краю і на 30 см нижче зрубу дендрологічно датованого 1036 роком, що, таким чином, є найпізнішим часом, коли дощечка могла потрапити в землю. Найранішою датою доцільно було б вважати хрещення Руси в 988 році. Радіовуглецевий аналіз воску проведений в Уппсальському університеті показав, що з імовірністю 84% його вік становить 1015 рік ± 35 років.
Унікальну операцію із первинної реставрації книги виконав В. І. Повєткін.

## Приховані тексти
Окрім основного тексту, А. А. Залізняк повідомив про реконструкцію частини попередніх («прихованих») текстів за слідами і подряпинами від стилоса на дерев'яних дощечках під шаром воску. До 2004 року А. А. Залізняку вдалося прочитати такі «приховані тексти»:
- велику кількість псалмів, переписаних декілька разів;
- початок Апокаліпсиса Іоанна Богослова;
- початок перекладу трактату «Про цноту» Івана Золотоустого;
- велику кількість переписів азбуки:
  - у короткому виді (а б в г д е ж ѕ з и ї к л м н о п р с т ѹ ф х ц ч ш щ ѿ),
  - у повному виді (а б в г д е ж ѕ з и ї к л м н о п р с т ѹ ф х ц ч ш щ ѿ ъ ѣ ѫ ѭ ю ia ѧ ѿ)
  - з назвами літер (азъ бѹкы вѣдѣ глаголи…);
- тетралогія «Від язицтва до Христа» (умовна назва А. А. Залізняка) — невідомі досі тексти:
  - «Закон Моїсеїв»,
  - «Размаряющіє и размиряющіє»,
  - «Архангел Гавриїл»,
  - «Закон Іісуса Христа»;
- фрагмент невідомого тексту «О скровенной церкви спасителя нашего Іісуса Христа в Лаодикіи мирликійской и о Лаодикиской молитве господа нашего Іісуса Христа»
- фрагмент невідомого тексту «Сказаніє апостола Павла о тайном патерикѣ Моісеєвом…»
- фрагмент невідомого тексту «О прощеніи грѣхов наказаніє от Александра от рода лаодикійскаго…»
- фрагмент невідомого тексту «Духовное наставленіє от отца и от матери к сыну»
- запис:

|  | У 6507 [тобто 999] році я, монах Ісаакій, став ієромонахом у Суздалі, у церкві Св. Олександра Вірменина… Оригінальний текст (ст.-слов.) Въ лѣто ҂ѕ҃ф҃з҃ азъ мънихъ исаакии поставленъ попомъ въ сѹжъдали въ цръкъве свѧтаго александра арменина… |

число ҂ѕ҃ф҃з҃ (тобто 6507, або 999 рік християнської доби) багато разів повторюється на бортиках кодексу, що дає підставу вважати, що писар і є той Ісаакій, тим більше його мова не видає типових новгородських рис.